# 光BOX+
光BOX+（ひかりボックス）とは、NTT西日本が提供していたAndroid搭載のセットトップボックス。HB-100は2012年3月22日販売開始、HB-1000は2013年6月25日販売開始。
2020年3月25日をもってHB-100およびHB-1000のサービスは終了しており使用できなくなった。

## 概要
HDMIを使いテレビやディスプレイと接続して利用するセットトップボックス。HuluやYouTube、バスケットボールジャパンTV、テレビドラゼミ、radikoで再生したり、ウェブブラウザの利用や囲碁対局ができる。

### HB-100
アプリストアはAndroid標準のGoogle Playが利用できないが、光アプリ市場を利用可能。
リモコンはジャイロセンサーを内蔵しておりカーソルを操作できる。USBマウスも利用可能。
プリンタは、ePrint対応のWi-Fiプリンタが利用可能。
Smart TVボックスとしては、日本で初めての商用製品。
NTT西日本からの販売であるものの、東京などNTT東日本の管轄エリアでも、何の問題もなく利用できる。NTT以外の光ファイバー、ADSL、CATVインターネット、3Gデータ回線などでも利用可能。

## 仕様
| 製品名                 | 光BOX+ HB-100      | 光BOX+ HB-1000         |
| ---------------------- | ------------------ | ---------------------- |
| OS                     | Android 2.3        | Android 4.2            |
| 映像・音声出力         | HDMI 1.3           | HDMI                   |
| USB                    | USB 2.0 ホスト × 2 | USB 2.0 ホスト × 2     |
| イーサーネット         | 10/100Base-TX × 1  | 10/100/1000Base-TX × 1 |
| 無線LAN                | IEEE 802.11 b/g/n  | IEEE 802.11 b/g/n      |
| Bluetooth              | なし               | 4.0                    |
| CPU                    | ARM Cortex-A8 1GHz | ARM Cortex-A9 2コア    |
| DRAM                   | 512MB (DDR2 SDRAM) | 1GB (DDR3 SDRAM)       |
| フラッシュメモリ       | 4GB                | 4GB                    |
| SDメモリカードスロット | あり               | あり                   |
| 大きさ                 | 122×100×27.2mm     | 115×105×31.5mm         |
| 重さ                   | 240g               |                        |

## 価格
HB-100は税込み9,240円で販売している。月額使用料などは特にない。NTT西日本との回線契約も不要。光iフレームとは異なりレンタル契約がない。
HB-1000は税込み8,800円で販売している。

## 参照
1. ↑  光BOX+(HB-100、HB-1000)のサポート終了のお知らせ
2. ↑  NTT西日本がスマートSTBの新版、2年で100万台の販売目指す